# Caprile
Caprile là một đô thị ở tỉnh Biella vùng Piedmont của nước Ý, có vị trí cách khoảng 80 km về phía đông bắc của of Torino và khoảng 20 km về phía đông bắc của of Biella. Tại thời điểm ngày 31 tháng 12 năm 2004, đô thị này có dân số 221 người và diện tích là 11,4 km².
Caprile giáp các đô thị: Ailoche, Coggiola, Crevacuore, Guardabosone, Portula, Postua, Pray, Scopello, Trivero.